# From shark to haggis
«From shark to haggies» es una canción de la banda escocesa de rock progresivo beggar's opera, lanzada en su tercer álbum, Pathfinder (1972).

## Composición
La canción trata de la caza de tiburones, siendo esta una canción que habla de lo que merecen los cazadores de tiburones. 

## Grabación
La canción empieza con un oscuro riff de bajo, batería y guitarra para después seguir con marthin Griffiths en el verso exclamando las palabras '' I see you/ i feel you, you see me/ you feel me'', siguiendo con otras frases, luego se crea un ambiente más fuerte, haciendo Marthin griffiths una voz más cínica para ir al coro con una voz más pura exclamando al final '' Selfish killer of man'', terminando con un riff de guitarra en Mi mayor. En el siguiente verso se sigue el mismo riff en Do menor como en la introducción de la canción pero manteniéndose más fuertes la instrumentación que en el primer verso. Luego se llega al coro donde la instrumentación es igual que a la del primer coro. Al terminar los versos y coros, viene un refrán en el que griffiths hace una voz susurradora como en el comienzo y con guitarras levemente distorsionadas por parte de ricky Gardiner para luego llegar a la parte instrumental de la canción que se basa en el acorde de Mi mayor y Re mayor, con Alan Park improvisando en el teclado. Entre el tiempo de la canción va aumentando, también lo hace su velocidad, terminando con un golpe final entre los instrumentos y griffiths dando un grito agudo.

## Estructura de la canción
1. Introducción de platillos
2. Introducción de bajo y guitarra
3. Versos
4. Pre-coros - coros
5. Versos
6. Pre-coros - coros
7. Refrán
8. Instrumental

## Recepción
- Marthin Griffiths: voz
- Raymond Wilson: Batería
- Gordon Sellar: bajo
- Ricky Gardiner: guitarra
- Alan Park: órgano/teclados

- Datos: Q24254532